# Перк
Перк (англ. Perk, від — пільга, привілей) — бонус, який надає персонажу відеогри особливу здатність чи навичку. Перки поступово стають доступними гравцеві через накопичення очок ігрового досвіду персонажа. Перки бувають постійними і одноразовими. Вперше перки з'явилися у грі Fallout 1997 року, де була представлена рольова система S.P.E.C.I.A.L..
Розробники відеоігор використовують перки як засіб моделювання персонажів, індивідуалізації їх інтересів, навичок, характерів і життєвих ситуацій, відображення можливих надприродних втручань в їх долі. В іграх, що використовують систему перків, створюється їх деякий набір, а також вибудовується система внутрішньоігрових умов для їх отримання. Застосування системи перків не є загальновизнаним стандартом в розв'язання задач моделювання вигаданого світу.

## Впровадження
- Fallout
- X-COM
- Star Craft
- Total War
- Lionheart: Legacy of the Crusader
- Heroes of Might and Magic
- Ancient Domains of Myster
- Dungeons & Dragons
- This is The Police 2